# Saint-Août

Saint-Août este o comună în departamentul Indre, Franța. În 1 ianuarie 2022 avea o populație de 817 de locuitori.